# 宮島の鹿

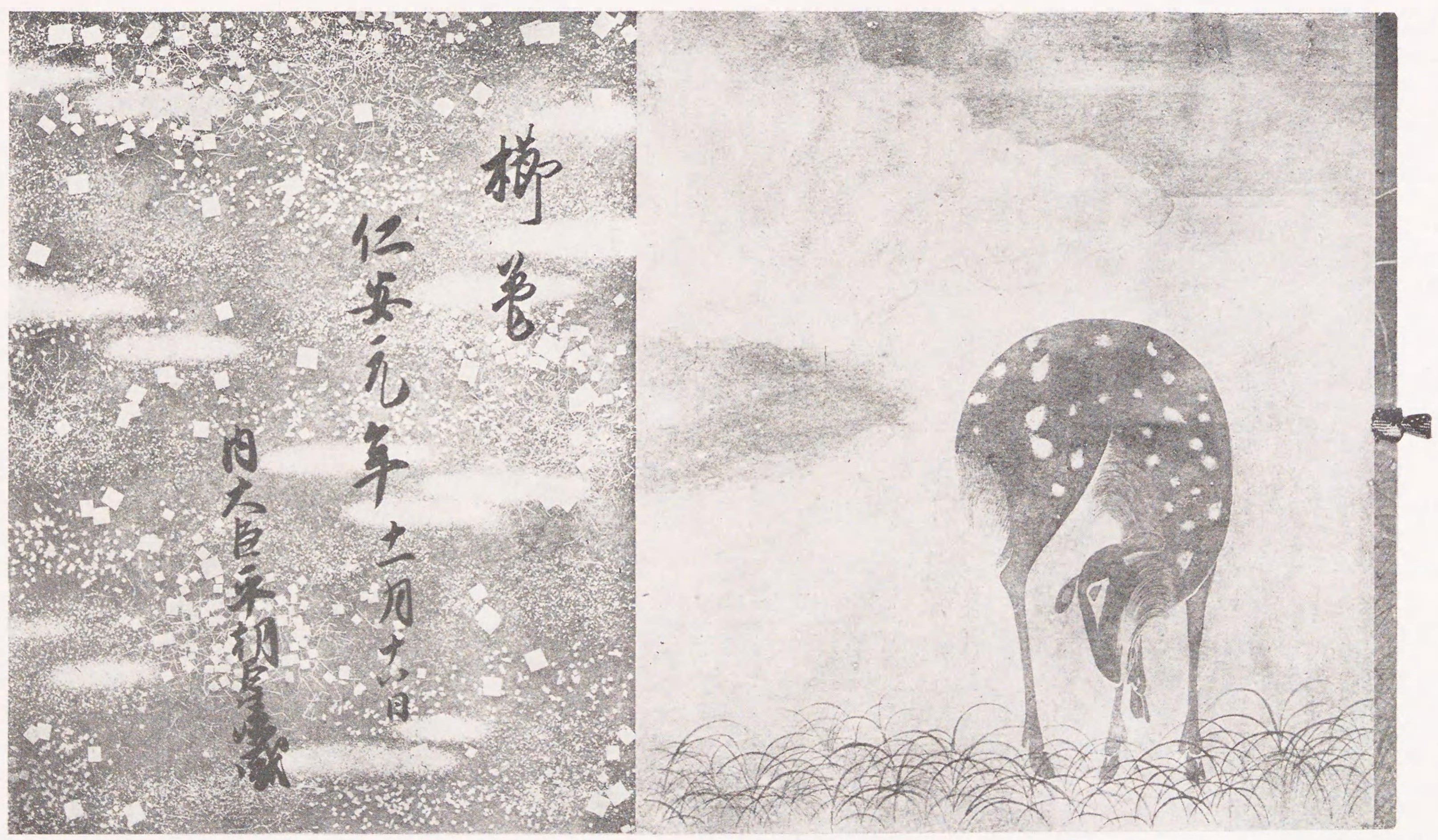
『平家納経 平清盛願文見返絵』。広島藩初代藩主福島正則の依頼により俵屋宗達が修復したものであり、史料上確認できる宗達の事績の初見にあたる。これは昭和初期の複写本からであり実物は着色されている。

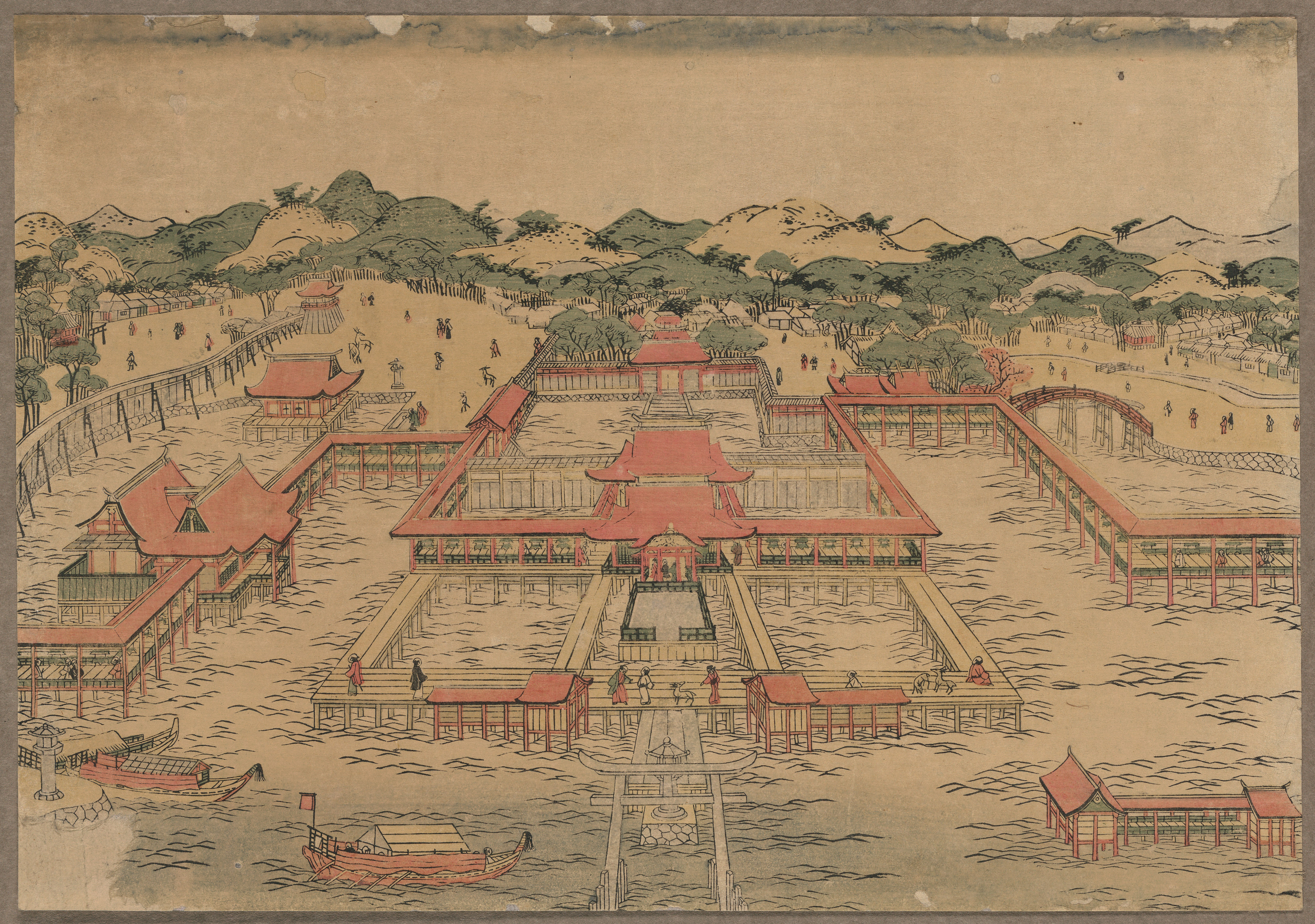
北尾重政 『浮絵安芸国佐伯郡厳嶋図』鹿が数頭確認できる。

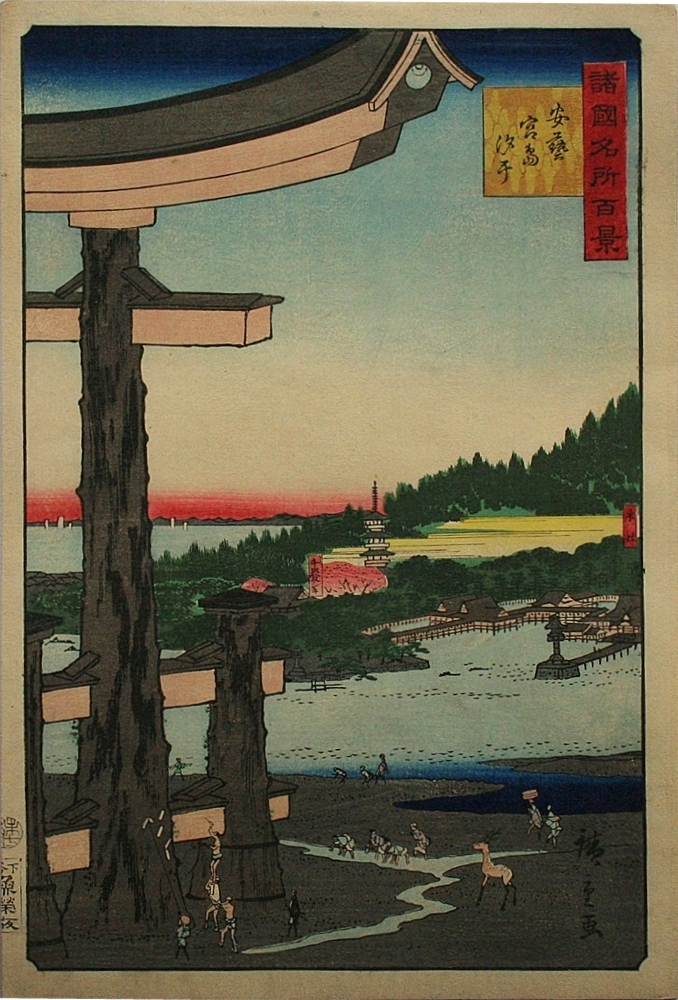
2代目歌川広重『諸国名所百景 安芸宮島汐干』

宮島の鹿（みやじまのしか）は、広島県廿日市市宮島町の厳島（宮島）に生息する鹿。

## 沿革
厳島は約6,000年前縄文海進により本州と離れ離島化したが、その際に本土側の鹿の個体群から分断したものが宮島の鹿の起源であると考えられている。のち本土側個体群の分布域が縮小して厳島の対岸側には鹿が生息しなくなったことで厳島のものが孤立化した。
カラスが厳島神社を建てる位置を示したという神烏伝説が残るが、奈良の鹿と春日大社のような神鹿伝説は厳島には存在しない。

鎌倉時代に成立した『撰集抄』に宮島の鹿に関する記載がある。

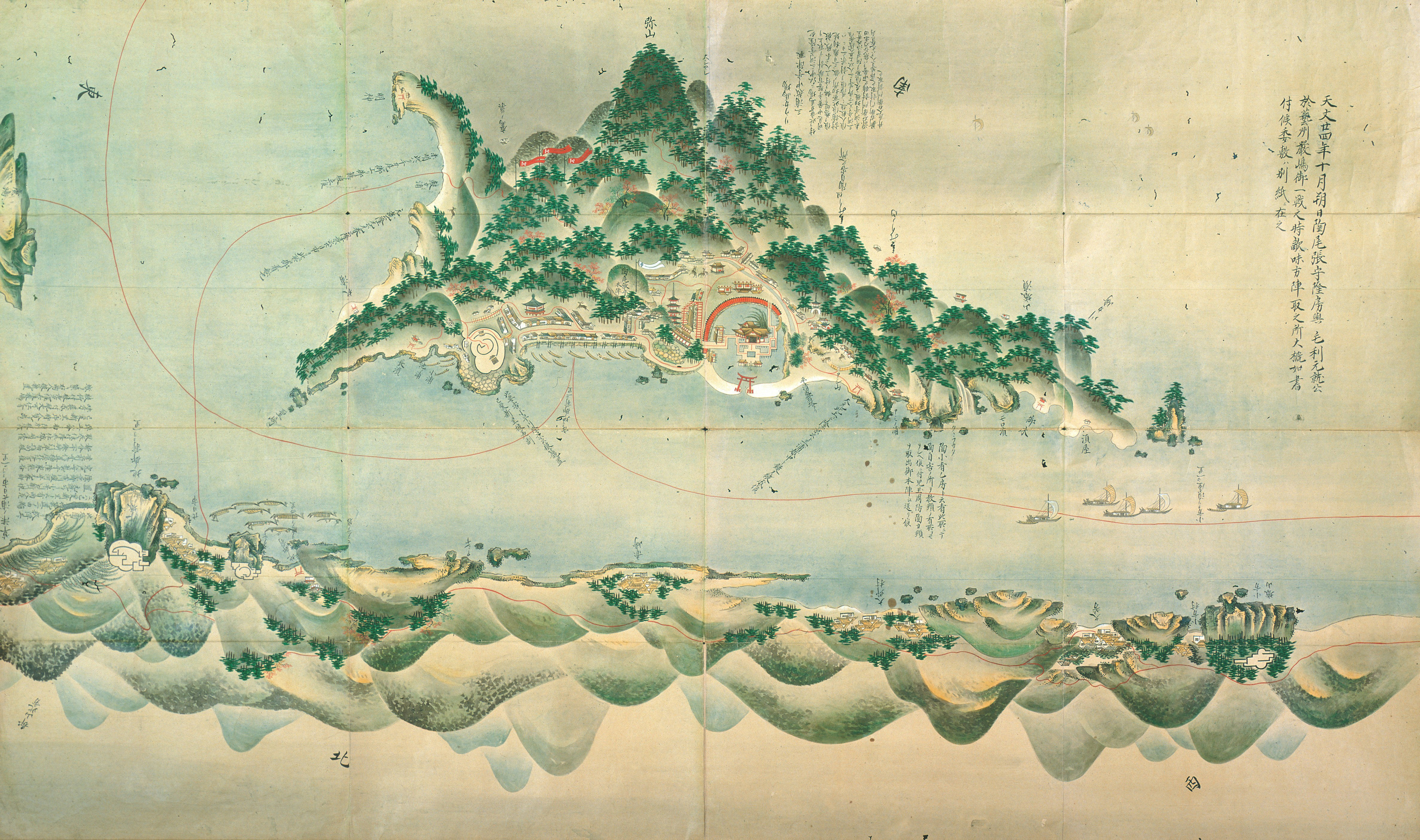
毛利家文庫『芸州厳島御一戦之図』鹿が数頭描かれている。

『陰徳太平記』厳島の戦いの項で、包ヶ浦に上陸した毛利元就の前に1頭の鹿が現れたことが書かれている。

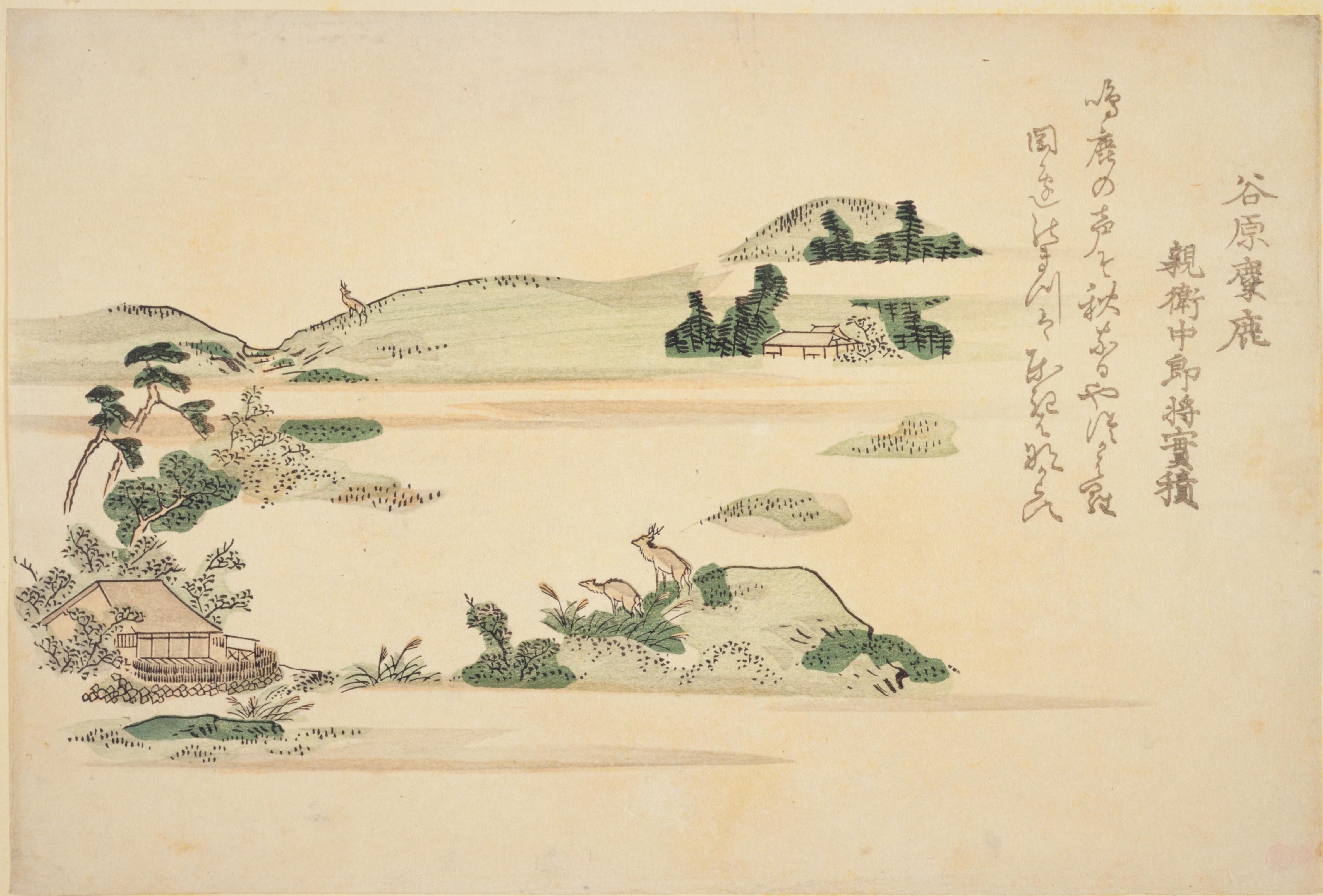
岳亭一麿『厳島八景之図 谷原麋鹿』

江戸時代、宮島が行楽地・観光地として栄えていくと同時に厳島 ＝ 宮島 ＝ 神の島が定着していった。この時代以降、訪れた文人・僧たちが日記の中に鹿のことを書き、様々な絵図が描かれた。
1715年（正徳5年）、厳島光明院の僧・恕信は厳島八景の一つに選んでいる。家に入るのを防ぐ「鹿戸」、残飯を餌として与えた「鹿桶」などあった。

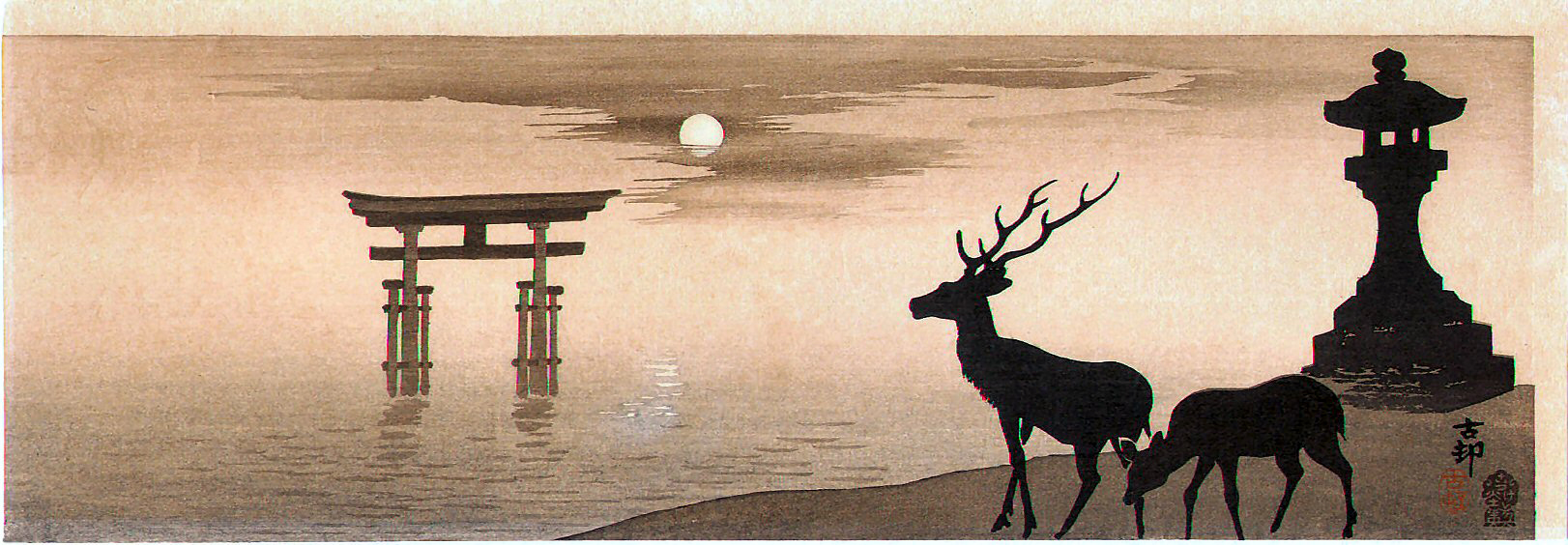
小原古邨『月 鹿 宮島』

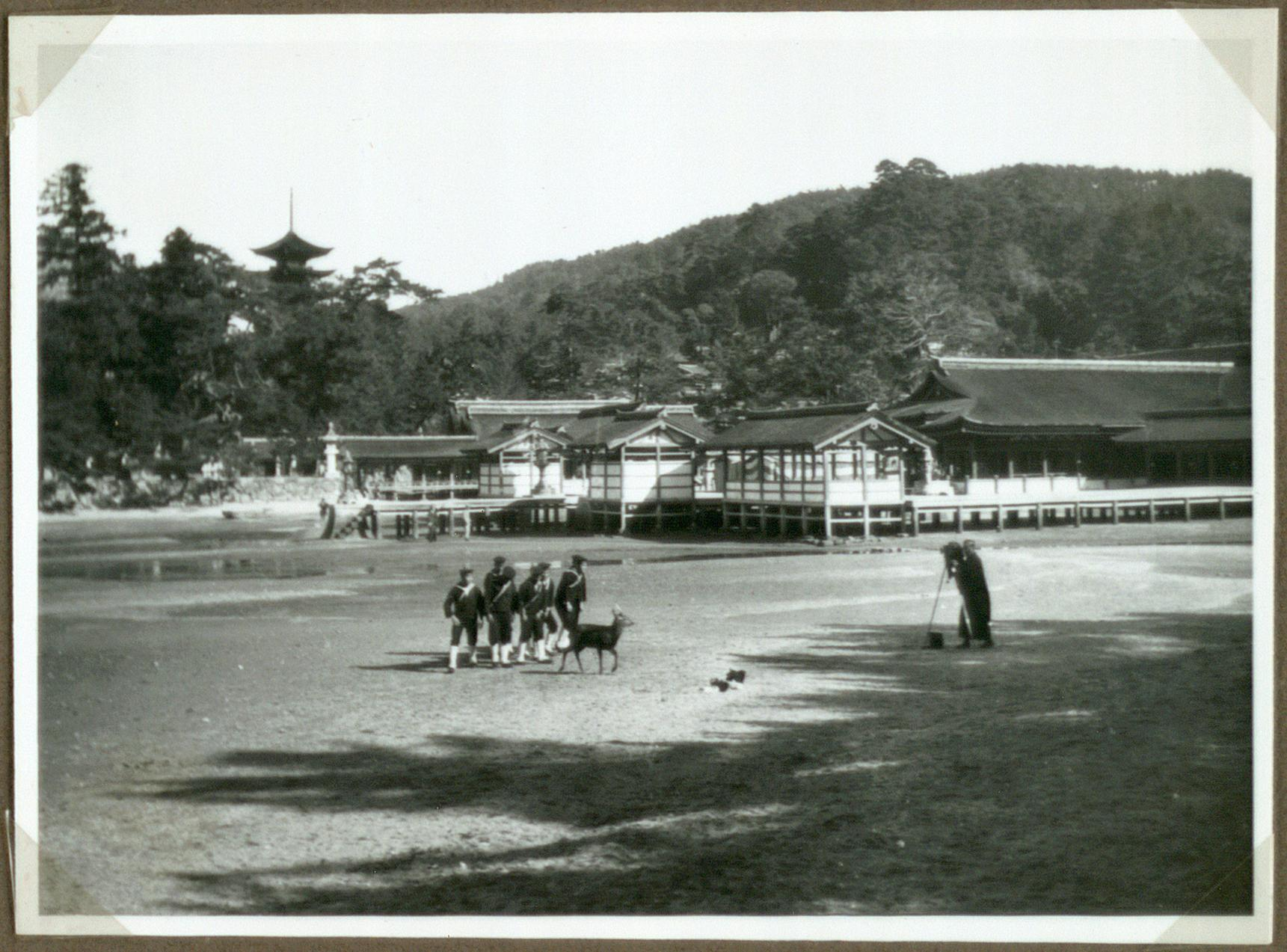
1935年（昭和10年）。

明治初期、神仏分離・廃仏毀釈によって島は大きく混乱した。政治的に安定した後のことになる1879年（明治12年）広島県令により、鹿を守るために全島が禁猟区となり犬を飼ってはならないと定められた。
第二次世界大戦後、鹿は激減した（原因については定かにされていない）。また1949年（昭和24年）明治時代に作られた県令が廃止となったことを受け、同年に旧佐伯郡宮島町が鹿保護条例を制定、鹿の保護が明示され殺傷や犬の飼育を罰則付きで禁止した。なおこの際に奈良あるいは京都から鹿を導入したというデマが流布されているが、廿日市市は公式に否定しており、他地域から連れてこられた可能性は、遺伝子レベルでも否定されている。
山陽新幹線などの交通網の発達により島には観光客が増え、観光客用に鹿せんべいを販売した。この1960年代から1970年代に個体数は激増したと考えられている。

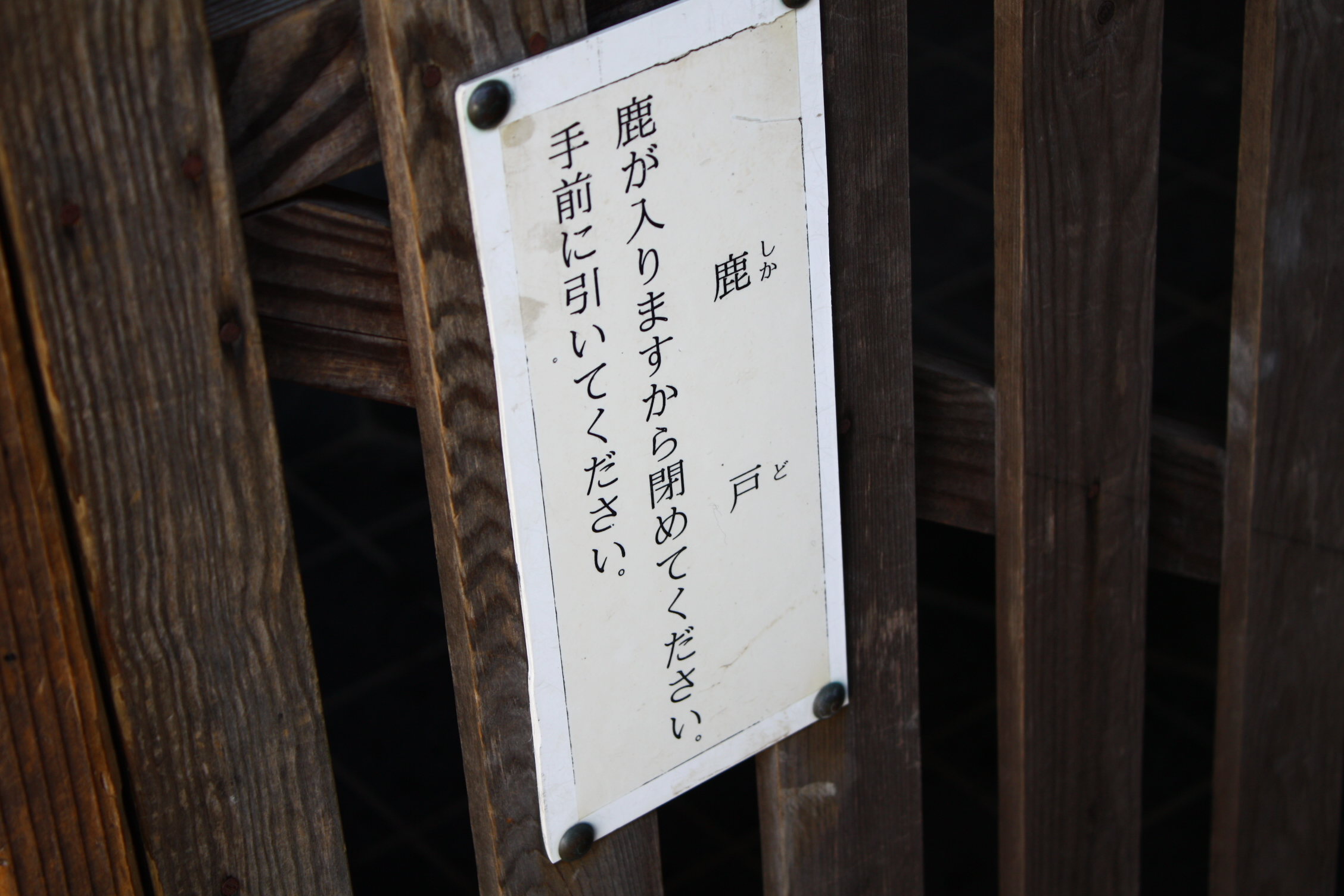
現代の鹿戸

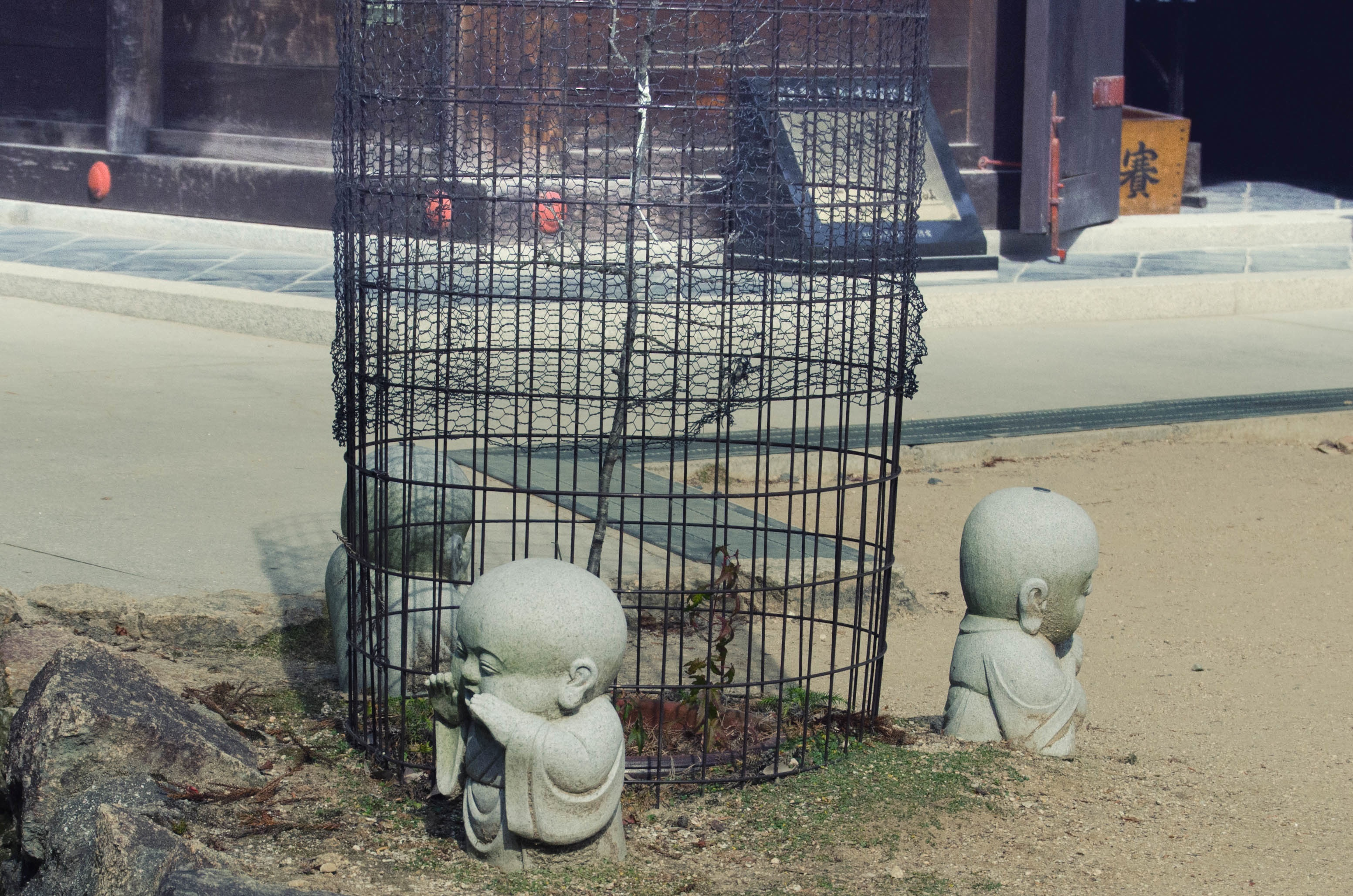
食害防止用の防護柵。こうした島内での柵の取り付けが啓蒙されている。

鹿に関連したグッズを販売し観光の目玉となる一方で、その管理が乏しかったこともあり、トラブルが増加した。1985年（昭和60年）宮島居住者を対象としたアンケートで、鹿の糞が汚い・臭う、ゴミを散らかしてしまう、植木・生垣・盆栽を食べてしまう、角で突かれる・自動車との接触事故・食べ物をとられるなどの被害の発生、などが問題点として挙がった。
また、1998年（平成10年）後半ぐらいから鹿の食料バランスが崩れ始めた。広島大学附属宮島自然植物実験所の2002年（平成14年）頃の報告によると、鹿が草木の樹皮や新芽を食べる・雄鹿が樹齢の若い樹で角をとぐために枯死するなど植物に多大な被害を与えるようになった。宮島のオオバコなどの植物は、食害を受け選択圧がかかることで、矮小化や葉の形態変化が報告されている。

## 管理
1972年（昭和47年）頃から雄鹿の角切を始める。1978年（昭和53年）、旧・佐伯郡宮島町が協議会を設立、個体数調査が行われ市街地に約350頭がいることがわかる。これを山に帰すため餌場が設けられ、1987年（昭和62年）頃まで行われた。また1984年（昭和59年）、島の南側である藤ヶ浦地区に柵を設けて雄鹿を隔離する策がとられた。ただ改善には至らなかった。1996年（平成8年）、厳島神社とその背後の弥山原始林が世界遺産に登録される。
1998年（平成10年）、事態を重く見た旧・佐伯郡宮島町は「宮島町シカ対策協議会」を発足し、餌やりの禁止を中心とした鹿の野生復帰の方針を示し対策を施した。ただこれでも解決には至らなかった。2005年、宮島町は廿日市市に編入される。2006年環境省による鹿の植生被害調査が行われ、周辺自然環境への鹿の影響が大きくなっていることが明らかとなった。2007年（平成19年）、廿日市市からの依頼を受け広島県が宮島全域を対象とした鹿の生息調査を行い、餌やりの禁止を中心とした保護管理報告書を作成した。この流れから2007年（平成19年）から島内で鹿せんべいの販売が禁止されている。
以上の結果を受けて、2008年（平成20年）、廿日市市は宮島町の関係者及び学識経験者で「廿日市市宮島地域シカ対策協議会」を設立、生息状況などに係るモニタリング調査及び住民意識調査を踏まえ「宮島地域シカ保護管理計画」を策定し保護管理対策に努め、2014年（平成26年）、第1期の保護管理計画を継続した「第2期宮島地域シカ保護管理計画」を策定した。これは地元住民の理解と協力の元に策定されたもので、県も賛同している。
以下、宮島地域シカ保護管理ガイドラインの基本方針を列挙する。
協議会調査による市街地を中心とした島の北東部での個体数は、2010年（平成22年）頃まで減少傾向にあったが2015年（平成27年）から2018年（平成30年）にかけて増加傾向にある。減少傾向となったのは餌やりの禁止により市街地からその周辺外へ鹿の行動域がシフトしたためと推定されており、逆に近年の増加傾向は島外からの恒常的な給餌が原因であるとしている。

## 種
すべてニホンジカ（Cervus nippon）になる。分子遺伝学的研究により、宮島の鹿は対岸の広島と山口の個体群に近い宮島固有の歴史を持つ個体と裏付けられている。つまり奈良や京都の個体とは関係がない。繁殖活動・出産・子育などは人為的な介入はなく自然状態で行われている。人懐っこいため半野生状態とみなすものがいるが、住民自治体とも所有者ではなく飼育管理していない。そのため「人為的な影響を受けた野生動物」と位置づけられている。
協議会が管理計画の対象としているのは北東部の市街地周辺の個体のみ。なお島全体が世界遺産のバッファーゾーン、かつ瀬戸内海国立公園内の鳥獣保護区、更に国の天然記念物である弥山原始林を始めとして大部分が国有林であり、安易な対応はできない。
2019年度協議会資料によると、市街地を中心とした島の北東部での推定個体数は約600頭と推定されている。島の北東部の調査範囲面積で考えると、密度は約100頭/km2になる。一般にシカの生息密度は10頭/km2程度でも植生や生態系に影響がでるため、市街地近辺の鹿は自然の環境収容能力を大きく超えていることになる。
一般的な生息についてはニホンジカの項を参照。以下宮島の市街地を中心とした鹿の主な特徴を列挙する。
- 生息域は大きく分けて2つ、夜間を含めてほぼ山の中で過ごすもの、市街地に定着したもの、になる[1]。山の中にいる鹿は、人が近づくのを嫌がるものがいれば[2]、地元住民が「鹿の通勤」と呼ぶ朝に餌を求めて市街地へ降りて夜に山へ戻るものがいる[5]。ニホンジカは一夫多妻あるいは乱婚であり、生息区域や環境によって個体群構成が変わる[23]。宮島のものは、初めは森林内や林縁部で小さい群れを形成していたところへ、人為的な給餌によって市街地の低地部に集中しだしたと考えられている[23]。地元の伝承によると、かつて島の谷や原などそれぞれの生息域では「関」と呼ばれた群れを統率した老大鹿がいたという[5]。
- 一般にニホンジカはそれぞれ行動域を持ち、その外に出ることはあまりない[4]。市街地近辺では長年の給餌の影響によりオスが分散しなくなり定住性が高くなっている[23]。つまりオスが成長し繁殖時期をむかえても母・姉妹と同じ場所で生息するようになり、結果血縁関係のあるものが交尾する可能性が高くなっている[23]。
- 広大附属宮島自然植物実験所の2002年（平成14年）頃の報告によると、ニホンジカは基本的に草食であるが、宮島のものは生肉・生魚・海藻・海岸漂流物の野菜果物・その他人間が食べるものをすべて食べるという雑食性が確認されている[11]。観光客からの餌に頼っているものの中にはビニールを食べるものもおり、結果胃に蓄積したビニールが大きな塊となって十分に栄養が取れていないという[24][4]。食物繊維だからと紙を食べさせようとする観光客もいるという[4]。また市街地にある芝生はあくまで餌場の一つであり、実際には森林内の植物を始めとして多くの種類の植物を餌としている[25]。
- 体格の小型化・成長の遅延化
  - ニホンジカは日本列島に広く生息しているが、南に行くにつれ体サイズが小さくなる傾向がある[26]。例えば成獣メス体重でみると、北海道で60kg以上、本州中部で50kg、奈良の鹿（奈良公園）で45kg、宮島の鹿と類似する遺伝的背景を持つ山口県の個体群で40kg、九州で30kg程度になる[26]。宮島の成獣メスは30kg - 35kgぐらいである[26]。これは自然の環境収容力を超えた高密度状態が継続していることが影響していると考えられている[26][25]。
  - 体格の小型化・成長の遅延化は繁殖開始の年齢にも影響している。一般的なニホンジカのメスは1歳で性成熟し2歳で出産するようになるが、宮島のものの多くは2歳 - 3歳で妊娠し3歳 - 4歳で初産することがわかっている[18]。かつては4歳で初産する個体が多かったが、最近では3歳初産の個体が増えている[18]。これは恒常的な給餌の増加が要因であると考えられている[18]。
  - 一般的なニホンジカのオスの角は、1歳では枝のない角を持ち、4歳 - 5歳までに成長して4尖の枝角になる[27]。宮島のものは角が小さい[27]。ただ角の発達は個体によって大きなばらつきが見られる[27]。
- 市街地近辺での出現個体数は、夏から秋にかけては少なくなり、秋から早春にかけては増える、という季節変動が見られるようになった[17]。これは森林内の餌の変化量に関係があると推測されており、更にサシバエの存在が影響していることがわかっている[17]。
- 生息個体数は、2007年（平成19年）の鹿せんべい販売中止以降、2010年（平成22年）頃には個体数減少傾向が見られたが、2015年（平成27年）から2018年（平成28年）にかけて増加している[7]。

## 観光

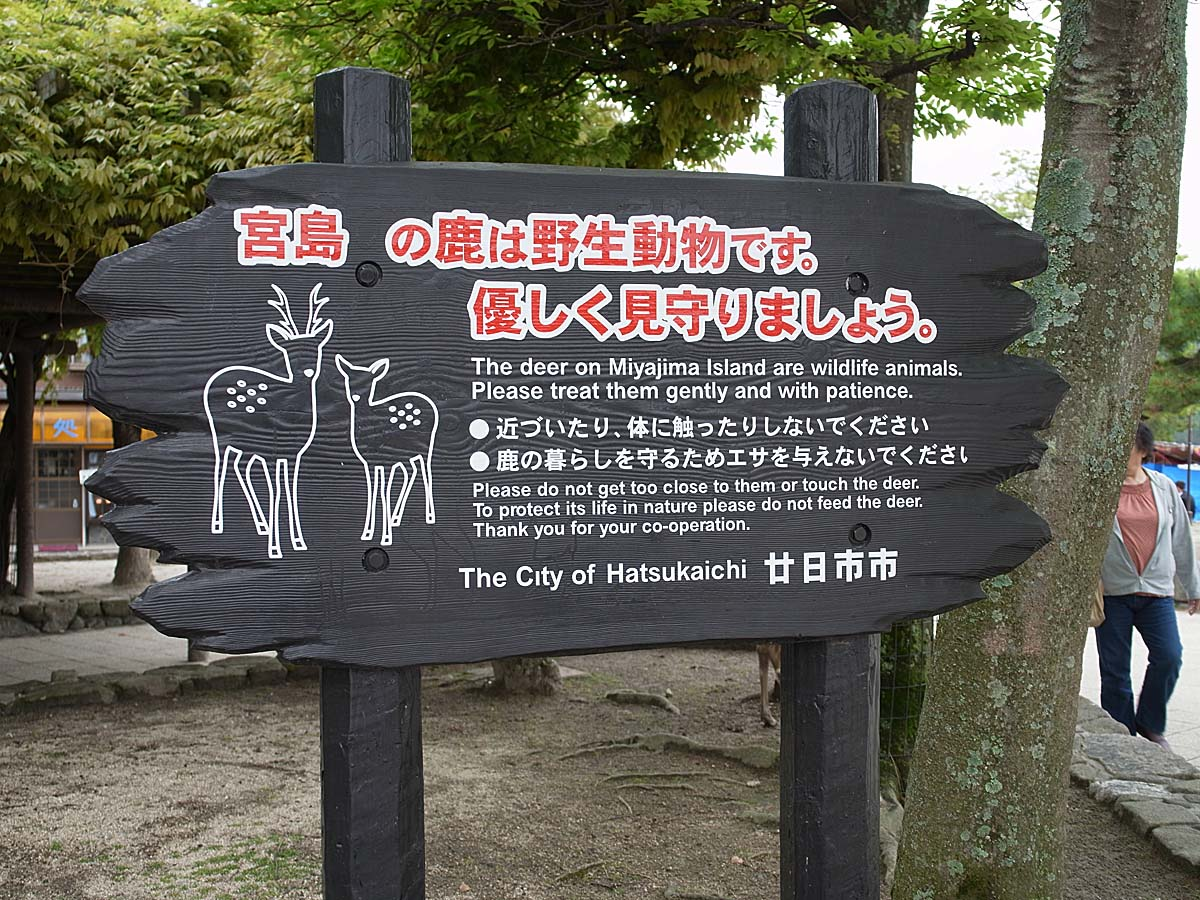
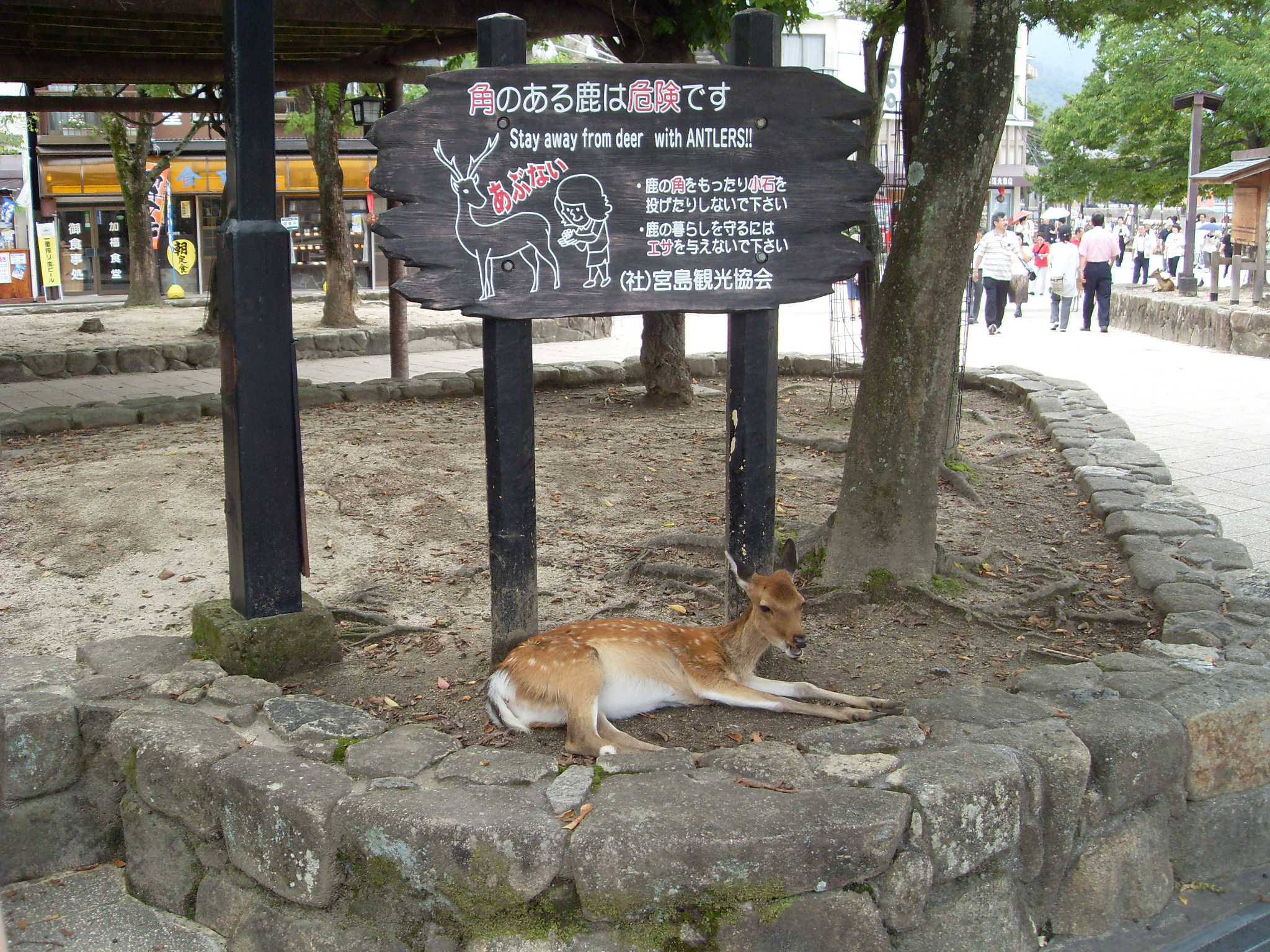

鹿に関連した商品を土産物店等で販売している一方で、宮島では「鹿は野生動物」であることを強調しており、基本的に観光化はされていない。例えば角切について、奈良の鹿では伝統行事として観光化しているのに対して、宮島で行政担当者が安全対策として行っており公開されていない。
廿日市市・宮島観光協会では、鹿に餌を与えない、ゴミは持ち帰る、など呼びかけている。

## 違法餌やり問題
広島県と廿日市市により餌やりが禁止されているにもかかわらず、無許可で餌やりを行なう者が存在する。彼らが持ち込む餌は必要量をはるかに下回り、鹿の生存に寄与しないばかりか、
・米ぬか、菓子、コーンなど、鹿の食性とかけ離れたものを食べさせることによる健康被害
・自動車進入禁止エリアに車を乗り入れることによるシバの損傷
・走行中の車の窓から餌を投げ、鹿に車を追尾させた結果、車と接触し負傷するリスク
・糞尿が集中することによる窒素過剰による、近傍の樹木が枯死
・本土から持ち込んだ植物が病害虫を伝播させたり、遺伝子撹乱を引き起こしたりするリスク
などの問題点が指摘されている。特にシバや樹木の葉や実は鹿の食料であり、それらを損なうことは鹿の不利益になることにも留意されたい。